# Nancy Kyes
Nancy Kyes (ur. 19 grudnia 1949 w Falls Church w stanie Wirginia, USA) – właśc. Nancy Louise Kyes, amerykańska aktorka filmowa i telewizyjna oraz kostiumograf.
Wystąpiła w trzech horrorach z serii Halloween – w części pierwszej oraz drugiej jako Annie Brackett, oraz w Halloween 3: Sezon czarownic w roli Lindy Challis. U Johna Carpentera, prócz Halloween, pojawiła się również w Mgle oraz w Ataku na posterunek 13.

## Filmografia
- 1976: Atak na posterunek 13 – Julie
- 1978: The Sea Gypsies – dziewczyna
- 1978: Halloween – Annie Brackett
- 1980: Mgła – Sandy Fadel
- 1981: Halloween 2 – Annie Brackett
- 1982: Halloween 3: Sezon czarownic – Linda Challis
- 1982: Not in Front of the Children – reporterka
- 1985: The Twilight Zone
- 1992: Lady Boss – doktor